# Henri Callot
Henri Callot, francoski sabljač, * 18. december 1875, La Rochelle, † 22. december 1956, Pariz.
Sodeloval je na sabljaškem delu poletnih olimpijskih igrah leta 1896.